# Роман Віткевич
Роман Віткевич (пол. Roman Witkiewicz; 1886–1941) — польський інженер-механік, професор Львівської політехніки. Розстріляний німецькою Службою Безпеки разом з іншими польськими професорами Львова.

## Біографія
Народився 1886 року у Станиславові (нині Івано-Франківськ). Його батько був інженером-механіком. Після закінчення школи вступив на механічний факультет Вищої технічної школи у Львові (сьогодні — Національний університет «Львівська політехніка»). У 1915 році отримав ступінь доктора інженерії, а 1917 році пройшов габілітацію. З 1921 року очолював кафедру технологічних вимірювань, з 1929 по 1934 роки керував кафедрою теорії теплових машин.
Роман Віткевич був членом Політехнічного товариства у Львові та Академії технічних наук у Варшаві. Є автором численних праць, присвячених проблематиці термодинаміки, тертю та механічній енергії у кривошипних механізмах, теорії теплових машин, теплозберігаючих технологій та проблематиці використання «залишкового тепла» заводів для обігріву будівель.
Під час радянської окупації 1939—1941 років продовжував працювати у Львівській політехніці. У серпні 1940 року разом з групою львівських професорів був гостем Всесоюзного наукового комітету СРСР у Москві. У грудні обраний до міської ради трудящих Львова.
Після окупації Львова вермахтом, потрапив до проскрипційного списку айнзатцгрупи «Galizien» (підрозділ Служби Безпеки). Ввечері 3 липня 1941 року Віткевича заарештували, а о 4 год ранку 4 липня він був страчений без суду на Вулецьких пагорбах у групі з 25 польських професорів.

## Праці
- Witkiewicz R. Gaz ziemny jako źródło energji. Kraków, 1930. 23 s.
- Witkiewicz R. Użycie pary odlotowej do ogrzewnictwa i przenoszenie ciepła na odległość. Lwów, 1926. 52 s.
- Witkiewicz R. Śp. prof. Tadeusz Fiedler. Lwów, 1933. 13 s.
- Witkiewicz R. Wykłady o gospodarce cieplnej: streszczenie referatów z zakresu oszczędności ciepła, wygłoszonych w Politechnice Lwowskiej w czasie od 4 do 7 kwietnia 1923 roku, na drugim kursie inżynierskim. nakł. Stowarzyszeń Dozoru Kotłów. Lwów, 1923. 184 s.
- Witkiewicz R. Tarcie mechanizmu korbowego a dzielność mechaniczna: (silniki spalinowe). nakł. aut. Lwów, 1918. 19 s.
- Witkiewicz R. Z badań nad pomiarami przepływu przez zwężki. Lwów, 1936. 16 s.
- Witkiewicz R., Wiciński A. Der kurbellose Motor-Kompressor und seine Anwendung im pneumatischen Grosskraftbetrieb. Stockholm, 1933. 13 s.
- Fiedler T., Witkiewicz R. Teorja maszyn i urządzeń cieplnych według wykładów na Wydziale Mechanicznym Politechniki Lwowskiej. Cz. 1, Ruch ciepła i termodynamika techniczna w zastosowaniu do silników cieplnych. Lwów: Nakł. «Komisji Wydawniczej» Kół Naukowych i Towarzystawa Bratniej Pomocy Studentów Politechniki Lwowskiej, 1932